# Phrynopus barthlenae
Espèce
Statut de conservation UICN

 EN  : En danger
Phrynopus barthlenae est une espèce d'amphibiens de la famille des Craugastoridae. 

## Répartition
Cette espèce est endémique de la province d'Ambo dans la région de Huánuco au Pérou. Elle se rencontre dans les environs de Maraypata à environ 3 680 m d'altitude dans la cordillère Centrale.

## Étymologie
Cette espèce est nommée en l'honneur de Marianne Barthlen.

## Publication originale
- Lehr & Aguilar, 2002 : A new species of Phrynopus (Amphibia, Anura, Leptodactylidae) from the puna of Maraypata (Departamento de Huanuco, Peru). Zoologische Abhandlungen, Staatliches Museum für Tierkunde in Dresden, vol. 52, p. 57-64.